# Garfield és a Zűr Kommandó
A Garfield és a Zűr Kommandó (angolul: Pet Force) Jim Davis, Garfield megalkotójának 5 részes könyvsorozata. A könyvsorozat alapján 2009-ben filmet is készített a 20th Century Fox.

## Cselekmény
Létezik egy másik univerzum, amiben a technológia fejlettebb mint az e világiban, és ahol mindenhonnan gonosz erők leselkednek. E gonosz erők legyőzésére Jon herceg, a Poliészter bolygó királya – és Jon Arbuckle a világi hasonmása – megalakította a Zűr Kommandót. Az öt szuperhős: Garzooka, Modul, Sztárléna, Abnermal és Robuci szuper kocsijukkal, a Lopakodó Lasagnaval a gonosz legyőzésére indulnak a galaxis minden pontjába. Ám egyszer ősi ellenségük, Lizboszi és annak csatlósa, Patkány Jack átveri őket, megfosztják őket szupererejüktől és egy árnyékdimenzióba küldik őket, ahonnan soha többé nem szabadulnak. Ezt megtudván Jon herceg a mágusához, Binky mágushoz fordul, aki segítségével egy varázsüsttel talál egy másik univerzumban 5 a Zűr Kommandó tagjaihoz hasonló állatot: Garfieldet, Ubult, Helénát, Nermalt és Micit.
Eközben a Föld bolygón Jon kerti partit tart az állatokkal. Közben Nermal iszonyatosan boldog, ugyanis megszerezte a Zűr Kommandó képregény 100. számát. Ám egyszer csak elkezd a magazin vörösen villogni és egy csapásra egy másik univerzumban, szuperhősként találják magukat. Miután Binky mágus kiképezte őket elindulnak, hogy legyőzzék Lizboszit és annak gonosz csatlósait. Olykor egy hétig is kalandoznak, de az a mi világunkban csak pár másodperc.

## A sorozat könyvei
- Baljós kezdet (The Outrageous Origin) (1997) – Miután Garfieldék átvették a Zűr Kommandó helyét elindulnak, hogy megállítsák Lizboszit és Patkány Jacket, akinek az a terve, hogy eltüntessék a világ összes kajáját.
- Patkány Jack visszavág (Pie-Rat's Revenge) (1998) – Az elfogott Patkány Jack kiszabadul, ráadásul megnagyobbította magát és megszerezte a Lizboszi erejét adó kristályt, emellett ellopta a Lopakodó Lasagna-t is. Így a Zűr Kommandó egy összeeszkábált hajóval indul Patkány Jack nyomába.
- K-9: A brutál blöki (K-Niner: Dog of Doom) (1998) – Lizboszi ezúttal létrehoz egy intelligens kutyát, K-9-et, aki minden kutyát okossá téve el akarja foglalni Poliésztert.
- A kegyetlen kombinátor (Menace of the Mutanator) (1999) – Lizboszi elrabolja Modult, Sztárlénát, Abnermalt és Robucit, majd tesztrészeik kombinálásával létrehozza a Kegyetlen Kombinátort. Így Garzookanak egyedül kell megmentenie a társait és a világot.
- Attack of the Lethal Lizards (1999) – Magyarországon még nem megjelent könyv, magyar fordításban annyit tesz: A Halálos Gyíkok támadása. A kommandó ezúttal Lizboszi 3 mutáns állatával, Sárkánnyal, Kaméleonnal és Kígyóval, a Halálos Gyíkok trióval kell megküzdeniük.

## Főszereplők

### Garzooka
Míg Garfield egy kövér és lusta macska, addig Garzookaként egy izompacsirta, aki még egy házat is felemel, ha akar. Emellett viszont erőmacskaként megvan benne a kaja imádata, így néha az izmok mellett néha egy pocak is felbukkan; nem úgy mint az eredeti Garzooka, aki heroikus és született vezető. Mindezek ellenére Gaarzooka tökéletesen koncentrál a feladatra.
Szupererő: iszonyatosan erős, gamma sugaras szőrcsomó és borotvaéles karmok, amikkel még az acélt is átvágja.

### Modul
Ubul szuperhősként izompacsirta lett, akárcsak Garzooka, de esze nem lett nagyobb. Modul szuperhősként is nyáladzó, beszélés helyett ugató és ugyanakkor hűséges kutya lett.
Szupererő: Modulnak is emberfeletti ereje van, akárcsak Garzookának; szuper nyúlós nyelv, ami képes a célszemély mentálisan lebénítani vagy a nyáladzás miatt a célszemélyt kigáncsolja.

### Sztárléna
Heléna szuperhősváltozata, aki gyakran nem ért egyet Garzooka nézeteivel.
Szupererő: szirénének, amivel mindent széttör és mindenkit álomba bódít – kivéve Garzookat

### Abnermal
Nermal szuperhős változata. A kis szürke macska kezdettől fogva szereti és gyűjti a Zűr Kommandó képregényt, és minden számot nejlontokba rak. Ám miután a 100. számból először jutottak el egy másik univerzumba szuperhősnek, azóta azt a számot a kanapé fölött bekeretezve tartja. Egy hátránya van csak – ami főleg Garzooka szerint hátrány –: iszonyatosan idegesítő tud lenni, akárcsak egy kistestvér.
Szupererő: fagyasztó kéz és sugárbiztos védőpajzsot is képes maga és társai köré vonni

### Robuci
Mici egy átlagos plüssmackó, de ha a másik univerzumba kerül átváltozik félig robot félig medve lénnyé, emellett ő a Zűr kommandó esze.

### Jon herceg
Míg a mi világunkban Jon Arbuckle egy kedves, ám meglehetősen mafla képregényrajzoló, addig a másik világban Jon herceg egy kedves, ám meglehetősen mafla király. Ő Poliészter uralkodója, és egyben ő ad utasításokat a Zűr Kommandónak. Korábban a király udvaronca volt, majd a király halála után a bátyját akarták királynak. Mivel az út Grépfrút, az új király jelenlegi lakhelye és Poliészter között hetekig tart, ezért addig Jon koronázták királlyá. De mivel megtalálták a tervezett új király roncsát, és megállapították, hogy meghalt, ezért Jon herceg lett Poliészter és az univerzum teljes jogú királya.

### Binky mágus
Jon herceg mágusa, Garfieldék világának Binky bohócának hasonmása. Ő tanította ki az új Zűr Kommandót is. Általában nagyon hangosan beszél, de egy varázspálca lenyelésével normál hangon tud beszélni.

### Lizboszi
A Zűr Kommandó ősellensége, egy gonosz állatorvos, aki le akarja taszítani Jon herceget trónról, hogy ő vegye át a királyságot; valamint ő Dr. Liz Wilson, Garfield állatorvosának alvilági hasonmása. Rengeteg mutáns állatot hozott létre, akiket gyakran ráuszít a Zűr Kommandóra. Mutánsai között van egy kedvence, Gorbull, aki egy gorilla és egy pitbull keveréke. Van egy varázskristálya, amit még régi mestere, Barfó készített, és ami segítségével hatalmas varázsereje lett.

## A film
A 20th Century Fox készítette el a könyvsorozat alapján a filmet, ami 2009 július 16-án került a mozikba. A film számos dologban különbözött az eredeti könyvsorozattól. A filmet Mark A.Z. Dippé rendezte, forgatókönyvét pedig Garfield alkotója, Jim Davis írta. A filmet 2010-ben 3D-ben is kiadták, így ez az első 3D-s Garfield film.